# Irlanda gaelica
L'Irlanda gaelica (in irlandese Éire Ghaelach) era l'ordine politico e sociale gaelico, e la cultura a esso associata, che esisteva in Irlanda dalla preistoria fino agli inizi del XVII secolo. Prima dell'Invasione normanna del 1169, l'Irlanda gaelica comprendeva l'intera isola. Successivamente, comprendeva i territori che non erano sotto un dominio straniero in un dato momento. Per molto tempo, l'Irlanda gaelica è stata un mosaico gerarchico di territori governati da una gerarchia di re o capi, eletti per tanistry  (una sorta di elezione). Le guerriglie tra questi territori erano all'ordine del giorno e, di tanto in tanto, un potente sovrano veniva riconosciuto come Re Supremo d'Irlanda. La società era formata da clan e, come nel resto d'Europa, era strutturata gerarchicamente in base alla classe di appartenenza. Durante questo periodo, l'economia era basata principalmente sulla pastorizia e non si utilizzava il denaro. Uno stile gaelico irlandese di abbigliamento, musica, danza, sport, architettura e arte può essere identificato con l'arte irlandese che in seguito si fonde con gli stili anglosassoni per creare l'arte insulare. 
L'Irlanda gaelica era inizialmente pagana e aveva una cultura orale. Le iscrizioni in alfabeto ogamico iniziarono nel periodo protostorico, forse già nel I secolo. La conversione al Cristianesimo affiancò l'introduzione della letteratura e gran parte della ricca mitologia irlandese pre-cristiana e il sofisticato codice di legge furono preservati, sebbene cristianizzati. Nell'Alto Medioevo, l'Irlanda era un importante centro di apprendimento. I missionari e gli studiosi irlandesi furono importanti per l'Europa occidentale e aiutarono a diffondere il Cristianesimo in gran parte della Gran Bretagna e in alcune parti dell'Europa continentale. 
Nel IX secolo, i Vichinghi iniziarono a razziare e fondare insediamenti lungo le coste e i corsi d'acqua irlandesi, che divennero le prime grandi città. Nel tempo, questi coloni furono assimilati e divennero i Vichinghi-gaelici. Dopo l'Invasione normanna del 1169–71, ampie distese passarono sotto il controllo dei signori normanni, portando a secoli di conflitti con gli irlandesi nativi. Il Re d'Inghilterra rivendicò la sovranità su questo territorio (Signoria d'Irlanda) - e sull'isola nel suo insieme. Tuttavia, il sistema gaelico continuò nelle aree che sfuggivano alcontrollo anglo-normanno. Il territorio sotto il controllo inglese si ridusse piano piano a un'area conosciuta come Pale e, al di fuori di questa zona, molti signori iberno-normanni adottarono la cultura gaelica. 
Nel 1542, Enrico VIII d'Inghilterra dichiarò la Signoria un Regno e sé stesso Re d'Irlanda. Allora gli inglesi cominciarono a conquistare (o riconquistare) l'isola. Nel 1607, l'Irlanda era completamente sotto il controllo inglese, ponendo fine al vecchio ordine politico e sociale gaelico. 

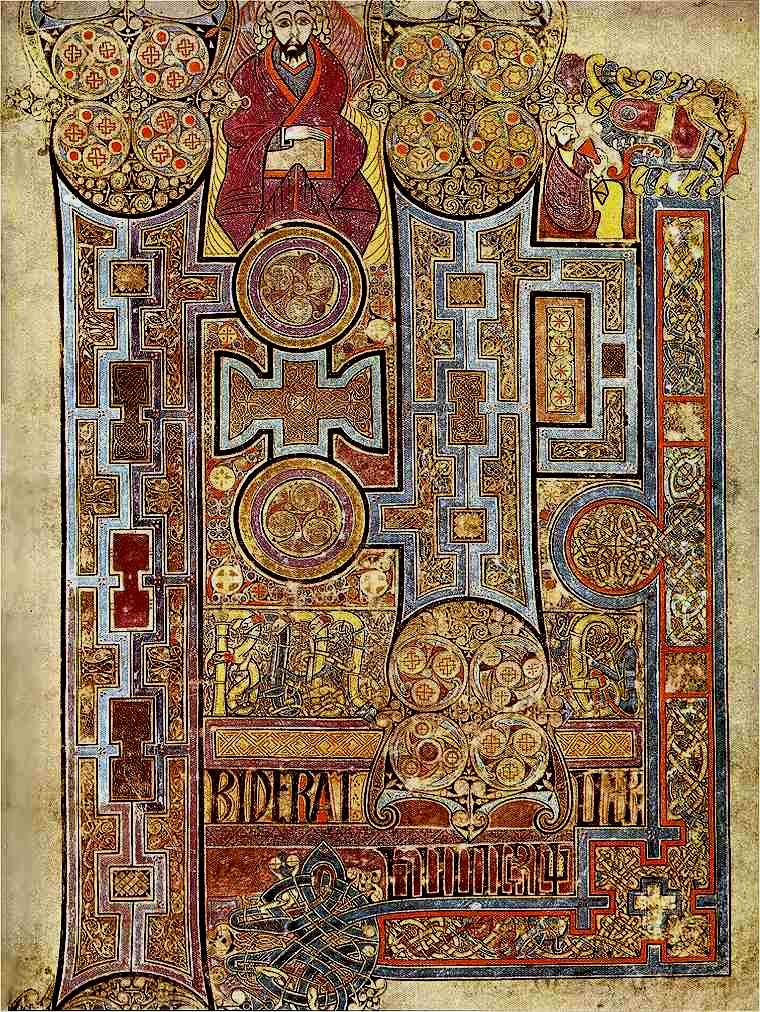
Una pagina del Libro di Kells, realizzata dagli scribi monastici gaelici nel IX secolo

## Cultura e società
La cultura e la società gaeliche erano incentrate sul fine (spiegata di seguito). L'Irlanda gaelica aveva una ricca cultura orale e apprezzava la ricerca profonde e intellettuale. Filí e draoithe (druidi) erano tenuti in grande considerazione durante il periodo pagano e tramandavano oralmente la storia e le tradizioni dei loro popoli. Più avanti, molti dei loro compiti spirituali e intellettuali furono trasmessi ai monaci cristiani, quando la religione cattolica prevalse dal V secolo in poi. Tuttavia, i filí hanno continuato a mantenere una posizione elevata. La poesia, la musica, la narrazione, la letteratura e altre forme d'arte erano molto apprezzate e coltivate nell'Irlanda pagana e cristiana gaelica. L'ospitalità, i legami di parentela e l'adempimento delle responsabilità sociali e rituali erano estremamente importanti.
Come la Gran Bretagna, l'Irlanda gaelica non consisteva in un singolo regno unificato, ma in diversi regni. I principali erano Ulaid (Ulster), Mide (Meath), Laigin (Leinster), Muma (Munster, composto da Iarmuman, Tuadmumain e Desmumain), Connacht, Bréifne (Breffny), In Tuaiscert (The North) e Airgíalla (Oriel). Ognuno di questi regni era costruito su signorie conosciute come túatha (singolare: túath). I trattati di legge dei primi del 700 descrivono una gerarchia di re: i re di una túath obbedivano ai re di diverse túatha che a loro volta obbedivano ai re dei regni. Già prima dell'VIII secolo questi regni avevano cominciato a sostituire le túatha come unità sociopolitiche di base.

### Religione e mitologia

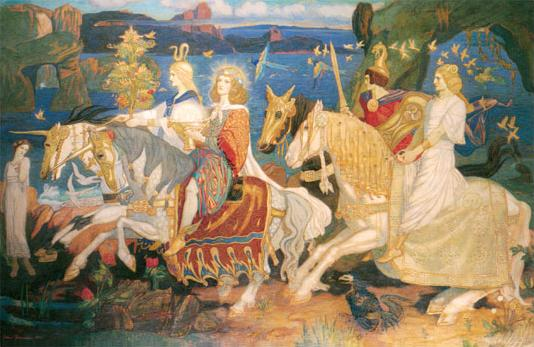
I Tuatha Dé Danann come rappresentato in "Riders of the Sidhe" di John Duncan (1911)

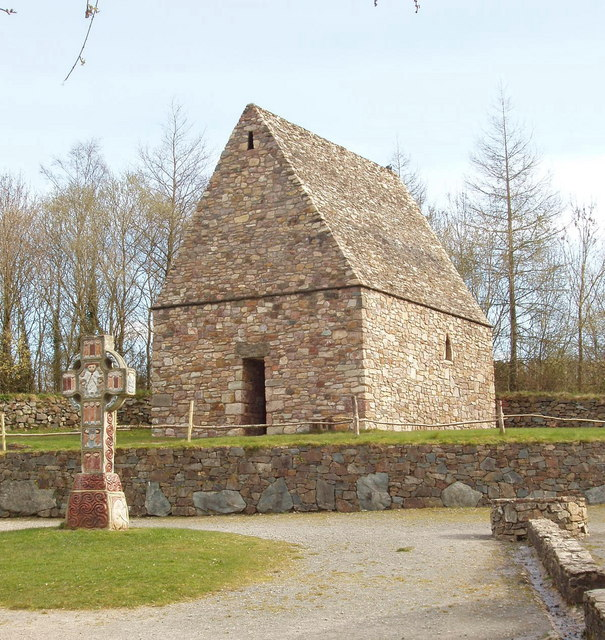
Ricostruzione di una cappella paleocristiana e di un'alta croce

#### Paganesimo
Prima della cristianizzazione, gli irlandesi gaelici erano politeisti o pagani. Avevano molti dei e dee, che generalmente avevano controparti nei panteon di altri territori europee. Si ritiene che due gruppi di esseri soprannaturali che compaiono nella mitologia irlandese (i Tuatha Dé Danann e i Fomori) rappresentino il pantheon gaelico. Erano anche animisti, ovvero credevano che tutti gli aspetti del mondo naturale contenessero spiriti e che si potesse comunicare con essi. Le pratiche di sepoltura, che includevano seppellire cibo, armi e ornamenti con i defunti, suggeriscono che credessero nella vita dopo la morte. Alcuni hanno equiparato questa vita dopo la morte al regno dell'Altro Mondo, conosciuto come Mag Mell e Tír na nÓg nella mitologia irlandese. Ogni anno c'erano quattro feste religiose, che segnavano le tradizionali quattro divisioni dell'anno: Samhain, Imbolc, Bealtaine e Lughnasadh.
La mitologia dell'Irlanda era originariamente tramandata oralmente, ma gran parte fu trascritta dai monaci irlandesi, che la cristianizzarono e la modificarono in una certa misura. Questo ampio corpus di lavori è spesso suddiviso in tre cicli che si sovrappongono: il ciclo mitologico, il ciclo dell'Ulster e il ciclo di Fenian. Il primo ciclo è una pseudo-storia che descrive come si sono originati l'Irlanda, la sua gente e la sua società. Il secondo ciclo racconta le vite e le morti degli eroi di Ulaid, come Cú Chulainn. Il terzo ciclo racconta le gesta di Fionn mac Cumhaill e Fianna. Ci sono anche una serie di racconti che non rientrano in questi cicli, come gli immrama e gli echtrai, racconti di viaggi verso l'Altro mondo. 

#### Cristianesimo
L'introduzione del cristianesimo in Irlanda risale a poco prima del V secolo, quando Palladio (futuro vescovo d'Irlanda) fu inviato da Papa Celestino I a metà del V secolo per evangelizzare gli irlandesi. Secondo le tradizioni dell'Alto Medioevo, San Patrizio è il primo Primate d'Irlanda. Il cristianesimo alla fine soppiantò le tradizioni pagane esistenti e nel prologo del IX secolo Martirologio di Tallaght (attribuito all'autore Óengus di Tallaght ) si parla delle ultime vestigia del paganesimo in Irlanda.

### Struttura socio-politica

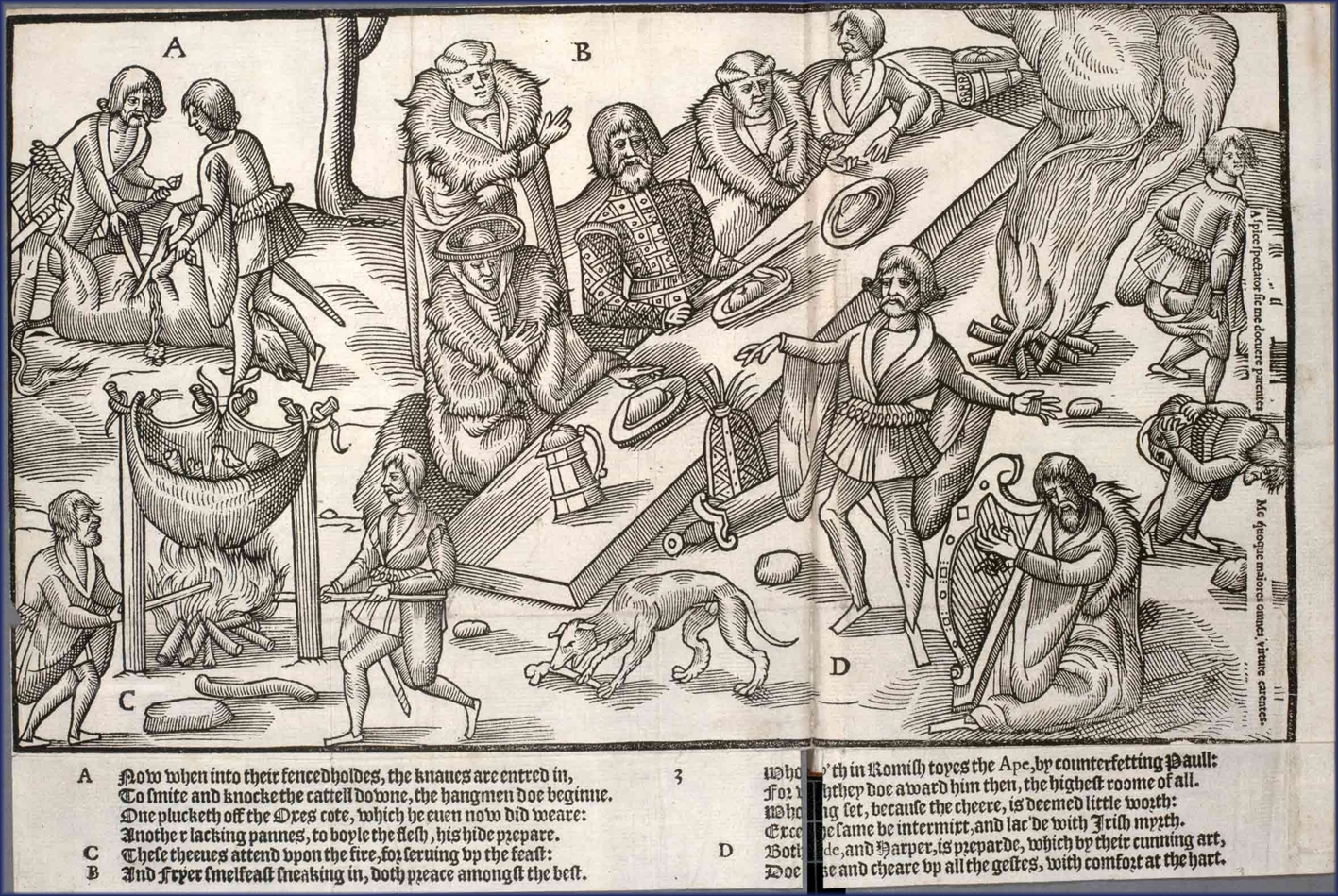
Una scena de The Image of Irelande (1581) che mostra un capo a un banchetto che si intrattiene con un fili e un arpista

Nell'Irlanda gaelica ogni persona apparteneva a un gruppo parentale patrilineare, noto come fine (plurale: finte ): era un numeroso gruppo di persone imparentate che presumibilmente discendevano da un unico progenitore per linea maschile. Alla guida vi era un uomo il cui compito era conosciuto in antico irlandese come cenn fine o toísech (plurale: toísig ).  All'interno di ciascun fine, la famiglia discendente da un nonno in comune era chiamata derbfine (forma moderna dearbhfhine), letteralmente "clan ristretto". Il cland (forma moderna clann) faceva riferimento ai figli della famiglia nucleare. 
La successione dei re avveniva mediante tanistry. Quando un uomo diventava re, un parente veniva eletto come suo vice o "tanista" (in irlandese: tánaiste, plurale tanaistí). Alla morte del re, il tanista gli succedeva automaticamente. Il tanista doveva essere della stessa derbfine ed era eletto da altri membri della derbfine. Tanistry significava che il posto, solitamente, finiva a qualunque parente fosse ritenuto il più appropriato.  A volte c'era più di un tanista e si procedeva in ordine di anzianità.  Alcune signorie anglo-normanne in seguito adottarono il tanistry dagli irlandesi.
L'Irlanda gaelica era divisa in una gerarchia di territori governata da una gerarchia di re e capi. Il territorio più piccolo era la túath (plurale: túatha), che era in genere il territorio di un singolo gruppo di parenti. Era governato da un rí túaithe (re di una túath) o toísech túaithe (capo di una túath). Diverse túatha formavano un mór túath (regno), che era governato da un mór túath o ruirí (re). Diversi mór túatha formavano un cóiced (provincia), che era governata da un rí cóicid o rí ruirech (re provinciale). Nel primo Medioevo le túatha erano le principali unità politiche, ma nel tempo furono inglobate in territori conglomerati più grandi e divennero molto meno importanti politicamente.
La società gaelica era strutturata gerarchicamente; quelli più in alto nella gerarchia generalmente avevano più privilegi, ricchezza e potere di quelli più in basso. 
- Il gradino sociale più elevato era il sóernemed, che includeva re, tanisti, ceann finte, filí, chierici e le loro famiglie immediate. I ruoli di un fili includevano la recitazione del folclore, l'elogio del re e la satira delle ingiustizie all'interno del regno.[14] Prima della cristianizzazione dell'Irlanda, questo gruppo includeva anche i druidi (druí) e i vati (fáith).
- Al di sotto si trovavano i dóernemed, che includevano professionisti come giuristi (brithem), medici, abili artigiani, abili musicisti, studiosi e così via. Un maestro in una particolare professione era noto come ollam (ortografia moderna: ollamh). I vari mestieri (tra cui legge, poesia, medicina, storia e genealogia) erano associati a famiglie particolari[15] e le posizioni divennero ereditarie. Poiché poeti, giuristi e dottori dipendevano dal mecenatismo delle famiglie al potere, la fine dell'ordine gaelico portò alla loro scomparsa.
- Al di sotto c'erano gli uomini liberi che possedevano terra e bestiame (per esempio ibóaire).
- Al di sotto c'erano gli uomini liberi che non possedevano terra o bestiame o che possedevano pochissimo.
- Al di sotto c'erano i non liberi, che includevano servi e schiavi. Gli schiavi erano in genere criminali (schiavi per debito) o prigionieri di guerra.[16] Schiavitù e servitù erano ereditarie, sebbene la schiavitù in Irlanda si estinse nel 1200.
- Le bande di guerrieri, conosciute come fianna, generalmente vivevano separate dalla società. Un fian era in genere composto da giovani che non erano ancora ereditato la loro terra.[17] Un membro di un fian si chiamava fénnid e il capo di un fian era un rígfénnid.[18] Seathrún Céitinn, in Foras Feasa ar Éirenn (Storia d'Irlanda) del XVII secolo, afferma che durante l'inverno le fianna erano ospitate e alimentate dalla nobiltà in cambio di ordine. Ma durante l'estate, da Bealtaine a Samhain, erano obbligati a vivere di caccia per mangiare e vendere pellami.[19]

Sebbene distinti, questi gruppi non erano caste esclusive come in India. Era possibile salire o scendere da un gradino all'altro. L'ascesa si poteva ottenere in diversi modi, come arricchendosi, acquisendo abilità in alcuni mestieri, qualificandosi per una professione appresa, mostrando notevole valore o prestando servizio alla comunità.  Un esempio di quest'ultimo è una persona che sceglie di diventare briugu. Un briugu doveva avere la sua casa aperta a tutti gli ospiti questo includeva l'alimentazione, indipendentemente dalle dimensioni del gruppo. Se il briugu adempiva a questi doveri, gli venivano concessi più terra e privilegi, che potevano essere persi se rifiutava gli ospiti.
Un uomo libero poteva promuoversi diventando cliente di uno o più signori. Il signore concedeva al cliente una concessione di proprietà (ovvero bestiame o terra) e, in cambio, il cliente doveva al signore pagamenti annuali in cibo e una certa quantità di lavoro. L'accordo di clientela poteva durare fino alla morte del signore. Se il cliente moriva, i suoi eredi portavano avanti l'accordo. Questo sistema di clientela ha permesso la mobilità sociale in quanto un cliente poteva aumentare la propria ricchezza fino a permettersi clienti a sua volta, diventando così un signore. Il clientelismo si praticava anche tra nobili, che stabilirono gerarchie di omaggio e sostegno politico.

### Legge

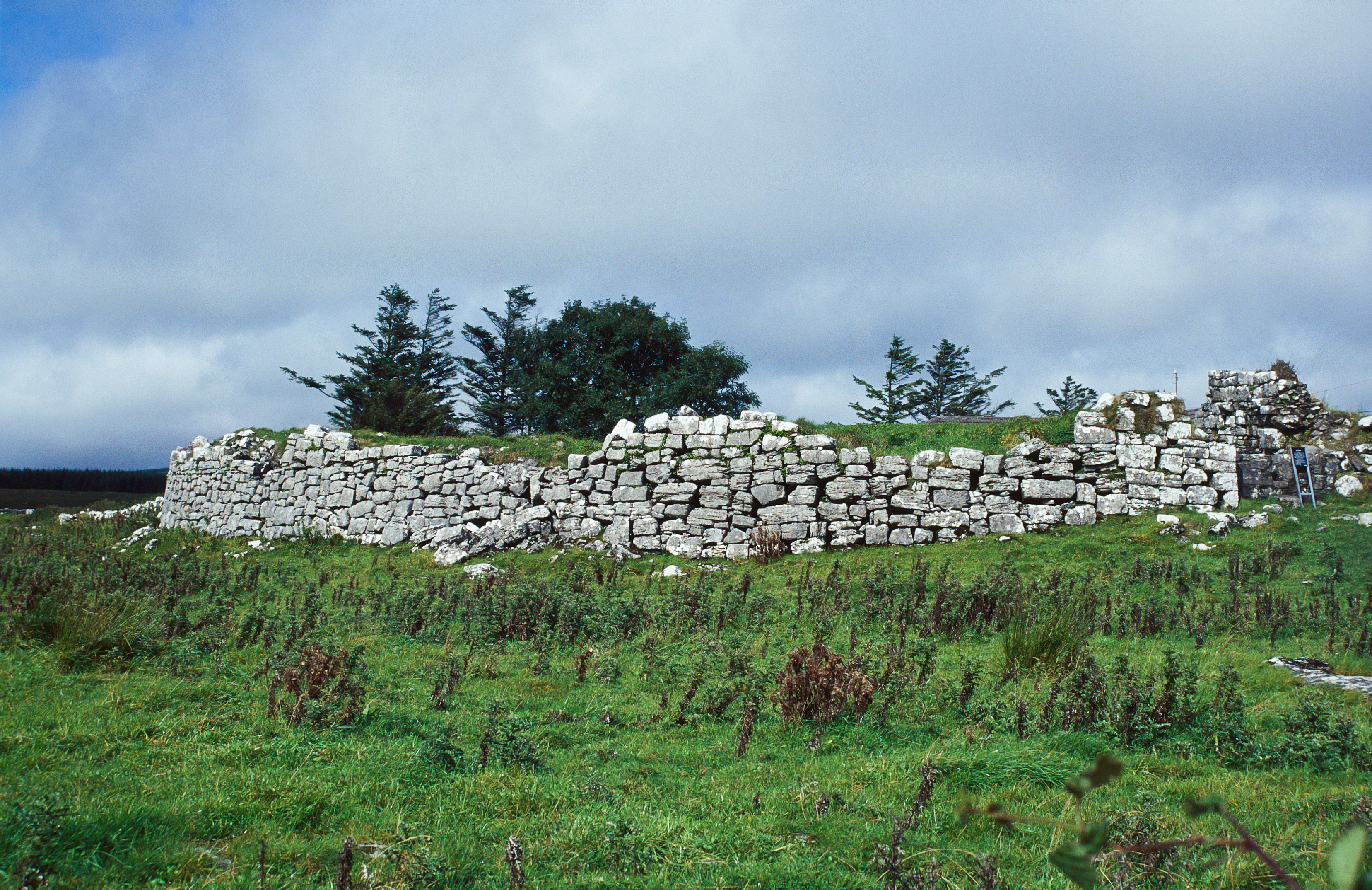
Rovine del O'Davoren scuola di diritto a Cahermacnaghten, Contea di Clare

La legge gaelica era originariamente tramandata oralmente, ma fu trascritta in antico irlandese tra 600-900 d.C. Questa raccolta di leggi scritte e orali è nota come Fénechas o Brehon Law(s). I brehon (antico irlandese: brithem, plurale brithemain) erano i giuristi nell'Irlanda gaelica. Diventare un brehon richiedeva molti anni di formazione e la professione era, o è diventata, in gran parte ereditaria. La maggior parte dei casi legali era contestata privatamente tra le parti e i brehon facevano da arbitri.
I reati contro persone e cose erano solitamente risolti attraverso un risarcimento dell'autore del reato alle vittime. Sebbene ogni reato richiedesse un risarcimento, la legge faceva una distinzione tra danno intenzionale e non intenzionale e tra omicidio e omicidio colposo. Se un colpevole non pagava in maniera adeguata, la sua proprietà veniva sequestrata fino a quando non lo faceva. Se l'autore del reato non era in grado di pagare, la sua famiglia ne era responsabile. Se la famiglia non era in grado o non era disposta a pagare, la responsabilità si estendeva al gruppo di parenti. Quindi, si sosteneva che "il popolo fosse la propria polizia".  Gli atti di violenza venivano generalmente risolti con il pagamento di un risarcimento noto come multa éraic: l'equivalente gaelico del galanas gallese e il weregild germanico. Se una persona libera veniva assassinata, l'éraic era pari a 21 mucche, indipendentemente dal ceto della vittima nella società.  Ogni membro del gruppo di parenti patrilineare della vittima dell'omicidio riceveva un pagamento in base alla sua vicinanza alla vittima, al suo status e così via. C'erano pagamenti separati per il gruppo di parenti della madre della vittima e per i parenti acquisiti della vittima.
Sembra che l'esecuzione fosse rara ed eseguita solo come ultima soluzione. Se un assassino non era in grado o disposto a pagare l'éraic ed era consegnato alla famiglia della vittima, potevano ucciderlo se volevano in caso nessuno pagasse l'éraic. I criminali recidivi o particolarmente brutali potevano essere espulsi dal gruppo dei parenti e dal suo territorio. Tali persone divennero fuorilegge (senza alcuna protezione dalla legge) e chiunque li proteggesse diventava responsabile dei loro crimini. Se perseguitava ancora il territorio e continuava i suoi crimini, veniva proclamato in un'assemblea pubblica, dopodiché chiunque poteva legittimamente ucciderlo.
Ogni persona aveva un prezzo d'onore, che variava a seconda del loro grado nella società. Questo prezzo d'onore doveva essere pagato loro se il loro onore fosse stato violato da determinati reati. Quelli di rango superiore avevano un prezzo d'onore più alto. Tuttavia, un'offesa contro la proprietà di un uomo povero (che non poteva permetterselo) era punita più duramente di un'offesa simile a un uomo ricco. Il clero era punito più duramente dei laici. Quando un laico pagava la multa, passava un periodo di prova e poi riguadagnava la sua posizione, ma un chierico non poteva riguadagnare la sua posizione.
Alcune leggi erano di origine precristiana. Queste leggi secolari esistevano in parallelo, e talvolta in conflitto, con la legge della Chiesa. Sebbene i brehon di solito si occupassero di casi legali, anche i re potevano emettere giudizi, ma non è chiaro quanto dovevano fare affidamento sui brehon. I re avevano i loro brehon per affrontare i casi che riguardavano i diritti del re e per dargli consulenza legale. A differenza di altri regni in Europa, i re gaelici (per loro stessa autorità) non potevano emanare nuove leggi a loro piacimento e non potevano essere "al di sopra della legge". Potevano, tuttavia, emanare leggi di emergenza temporanee. Fu principalmente attraverso questi poteri di emergenza che la Chiesa tentò di cambiare la legge gaelica.
I testi di legge prestano molta attenzione a definire lo stato sociale, i diritti e i doveri che ne derivavano e le relazioni tra le persone. Per esempio, i ceann finte dovevano assumersi la responsabilità dei membri del loro fine, fungendo da garanzia per alcune delle loro azioni e assicurandosi che i debiti fossero ripagati. Era anche responsabile delle donne non sposate dopo la morte dei loro padri.

#### Matrimonio, donne e bambini

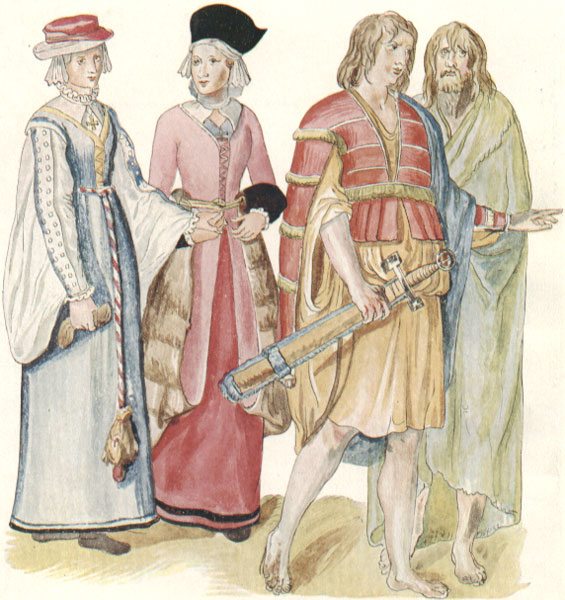
Gaelici irlandesi, c. 1575

L'antica cultura irlandese era patriarcale. La legge Brehon escludeva le donne dal normale corso della legge, in modo che, in generale, ogni donna avesse un tutore maschio. Tuttavia, le donne avevano una certa capacità giuridica. Nell'VIII secolo, la forma preferita di matrimonio era quella tra uguali nella scala sociale, in base al quale una donna era tecnicamente legalmente dipendente da suo marito e aveva metà del suo prezzo d'onore, ma poteva esercitare una notevole autorità in merito al trasferimento di proprietà. Tali donne erano chiamate "donne di dominio comune". Così lo storico Patrick Weston Joyce poteva scrivere che, rispetto ad altri paesi europei dell'epoca, le donne libere nell'Irlanda gaelica "avevano una buona posizione" e che i loro diritti sociali e di proprietà erano "per la maggior parte degli aspetti, quasi allo stesso livello degli uomini".
Anche la società gaelica irlandese era patrilineare, con terre possedute principalmente da uomini ed ereditate dai figli. Solo quando un uomo non aveva figli, la sua terra sarebbe passata alle sue figlie, e quindi solo per la loro vita. Alla loro morte, la terra fu ridistribuita tra le relazioni maschili del padre.  Secondo la legge Brehon, piuttosto che ereditare la terra, le figlie avevano assegnato loro un certo numero di bovini del padre come parte del loro matrimonio. Sembra che, durante tutto il Medioevo, gli irlandesi gaelici abbiano tenuto separate molte delle loro leggi e tradizioni matrimoniali da quelle della Chiesa. Secondo la legge gaelica, le donne sposate potevano avere proprietà indipendenti dai loro mariti, veniva mantenuto un legame tra le donne sposate e le loro stesse famiglie, coppie potevano facilmente divorziare o separarsi,   e gli uomini potrebbero avere concubine (che potrebbero essere lecitamente acquistate). Queste leggi differivano dalla maggior parte dell'Europa contemporanea e dalla legge della Chiesa. 
L'età legale per sposarsi era di 15 anni per le ragazze e di 18 per i ragazzi, le rispettive età in cui finiva l'"affido". Al momento del matrimonio, le famiglie della sposa e dello sposo dovevano contribuire all'incontro. Era consuetudine che lo sposo e la sua famiglia pagassero un coibche (ortografia moderna: coibhche) e alla sposa fosse concessa una parte di esso. Se il matrimonio finiva a causa di una colpa del marito, il coibche rimaneva alla moglie e alla sua famiglia, ma se la colpa era della moglie, il coibche doveva essere restituito. Era consuetudine che la sposa ricevesse uno spréid (ortografia moderna: spréidh ) dalla sua famiglia al momento del matrimonio, che doveva essere restituito se il matrimonio finiva con il divorzio o la morte del marito. Più tardi, lo spréid sembra essersi trasformato in una dote.  Le donne potevano chiedere il divorzio o la separazione con la stessa facilità degli uomini e, se ottenuto, la moglie teneva tutte le proprietà che aveva portato a suo marito durante il matrimonio.  A quanto pare, i matrimoni di prova erano popolari tra i ricchi e potenti e quindi si sostiene che la convivenza prima del matrimonio fosse accettata.  Sembra anche che la moglie di un capo avesse diritto a una parte dell'autorità sul suo territorio. Ciò portò alcune mogli gaeliche irlandesi a detenere un grande potere politico.
Prima dell'invasione normanna, per sacerdoti e monaci era comune avere mogli. Questo rimase per lo più invariato dopo l'invasione normanna, nonostante le proteste di vescovi e arcivescovi. Le autorità classificavano tali donne come concubine dei sacerdoti e ci sono prove dell'esistenza di un contratto formale di concubinato tra i sacerdoti e le loro donne. Tuttavia, a differenza di altre concubine, sembrano fossero trattate proprio come mogli.
Nell'Irlanda gaelica era comune una specie di "affido", in base al quale (per un certo periodo di tempo) i bambini erano affidati alle cure di altri per rafforzare i legami familiari o politici. I genitori adottivi erano tenuti a insegnare ai loro figli adottivi o a farli insegnare. I genitori "adottivi" che avevano svolto correttamente i loro compiti avevano il diritto di essere supportati dai loro figli "adottivi" in età avanzata (se ne avevano bisogno e non avevano figli naturali).  Come per il divorzio, la legge gaelica differiva dalla maggior parte dell'Europa e dalla legge della Chiesa nel dare legittimazione sia ai bambini "legittimi" che "illegittimi".

### Insediamenti e architettura

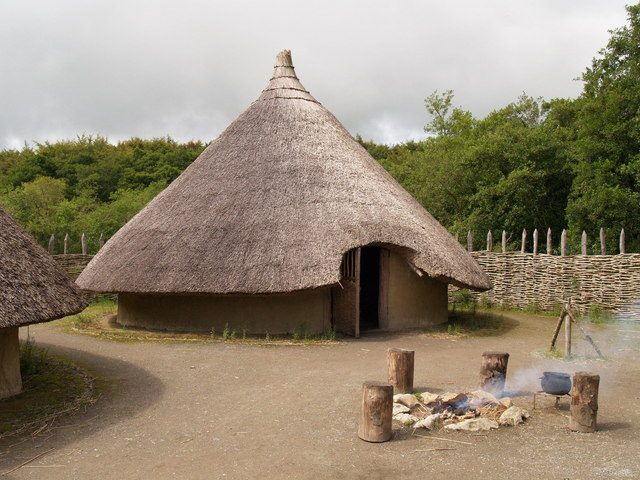
Una casa rotonda ricostruita e ráth a Craggaunowen, nella contea di Clare

Per la maggior parte del periodo gaelico, le dimore e le fattorie erano circolari e con tetti di paglia conici. Gli edifici quadrati e rettangolari divennero sempre più comuni e tra il XIV o il XV secolo sostituirono definitivamente gli edifici rotondi. In alcune aree, gli edifici erano realizzati principalmente in pietra. In altre, erano in legno, costruiti con la tecnica torchis o con un mix di materiali. La maggior parte degli edifici in pietra più antichi e risalenti all'Alto Medioevo era costruita con la tecnica del muro a secco. Alcuni edifici avevano finestre di vetro. Tra i più agiati, era comune che le donne avessero il loro 'appartamento', chiamato grianan, nella parte più soleggiata della proprietà.
Le dimore degli uomini liberi e delle loro famiglie erano spesso circondate da un bastione circolare, chiamato "forte ad anello". Esistono principalmente due tipi di forte ad anello. Il ráth è un forte da anello fatto di terra, con un diametro di circa 30 m e un fossato asciutto esterno. Il cathair o caiseal è un forte ad anello fatto di pietra. Solitamente all'interno del forte ad anello si trovava la casa di famiglia, piccole fattorie o i laboratori degli artigiani, e i recinti degli animali. La maggior parte risale al periodo tra 500 e 1000 d.C. e ci sono prove dell'abbandono dei forti ad anello su vasta scala alla fine del primo millennio.  I resti di circa 30.000 e 40.000 arrivarono fino al XIX secolo per essere mappati dalla Ordnance Survey Ireland.  Un altro tipo di dimora tipica era il crannóg, abitazioni rotonde costruite su isole artificiali all'interno dei laghi. 
Vi erano pochissimi insediamenti nucleati, ma dopo il V secolo alcuni monasteri divennero il cuore di piccole cittadine monastiche. Già nel X secolo i porti vichingo-gaelici di Dublino, Wexford, Cork e Limerick erano diventati insediamenti sostanziali, tutti governati da re gaelici prima del 1052. In questa era furono costruite molte torri circolari irlandesi. 
Nei cinquant'anni prima dell'invasione normanna, il termine "castello" (antico irlandese: caistél/caislén) appare in alcuni scritti gaelici, sebbene esistano pochi esempi intatti di castelli pre-normanni. Dopo l'invasione, i Normanni cominciarono a costruire motte castrali nelle aree che occupavano, e alcune di esse erano precedentemente forti ad anello.  Nel 1300 "alcune motte, soprattutto nelle zone di frontiera, erano quasi certamente state costruite dagli irlandesi gaelici".  I Normanni sostituirono gradualmente le motte in legno con castelli in pietra e casetorri.  Le casetorri sono torri di pietra indipendenti a più piani, solitamente circondate da un muro difensivo (bawn) ed edifici ausiliari. Le famiglie gaeliche avevano iniziato a costruire le proprie casetorri nel XV secolo.  Potrebbero esserne state costruite fino a 7000, ma erano rare in aree con poco insediamento o contatto normanno.  Sono concentrati nelle contee di Limerick e Clare, ma mancano nell'Ulster, a eccezione dell'area circostante Strangford Lough. 
Nella legge gaelica, un "santuario", chiamato maighin digona, circondava la dimora di ogni persona. Le dimensioni della maighin digona variavano a seconda del ceto del proprietario. Nel caso di un bóaire si estendeva fino a dove, seduto a casa sua, poteva lanciare un cnairsech (variamente descritto come una lancia o una mazza). Il proprietario di una maighin digona poteva offrire la sua protezione a chi fuggiva da alcuni inseguitori, che poi dovevano consegnare alla giustizia con mezzi leciti.

### Economia
L'Irlanda gaelica cominciò a commerciare con la Gran Bretagna e l'Europa continentale in tempi antichi. Nel I secolo Tacito, per esempio, scrisse che la maggior parte dei porti d'Irlanda erano conosciuti dai Romani attraverso il commercio. Ci sono molti passaggi nella prima letteratura irlandese che citano beni di lusso importati da terre straniere e la fiera di Carman a Leinster comprendeva un mercato di commercianti stranieri. Nel Medioevo si esportavano principalmente fibre tessili, come lana e lino, mentre le principali importazioni erano gli articoli di lusso.
Raramente si utilizzava il denaro nella società gaelica; al contrario, beni e servizi venivano generalmente scambiati con altri beni e servizi (baratto ). L'economia si basava prevalentemente sulla pastorizia, sul bestiame (mucche, pecore, maiali, capre, ecc.) e i prodotti che forniva. I bovini erano "il principale elemento dell'economia pastorizia irlandese" e la principale fonte di sostentamento, poiché fornivano latte, burro, formaggio, carne, grasso, pellame e così via.  Erano "una forma altamente mobile di ricchezza e risorsa economica che poteva essere rapidamente e facilmente spostata in una località più sicura in tempo di guerra o di sussulti".  La nobiltà possedeva grandi mandrie di bovini con pastori e guardie.  Anche pecore, capre e maiali erano una risorsa preziosa, ma avevano un ruolo minore nella pastorizia irlandese.
Era praticata anche l'orticoltura e le colture principali erano avena, grano e orzo, anche se veniva coltivato anche il lino per produrre la fibra tessile. 
Si praticava anche la transumanza, per cui le persone si trasferivano con il loro bestiame in pascoli più alti in estate e tornavano in pascoli più bassi nei mesi più freddi. Il pascolo estivo era chiamato buaile ed è interessante come la parola irlandese per ragazzo (boy da buachaill ) originariamente significasse pastore.  Molte zone della brughiera venivano "condivise come comune pascolo estivo dalla gente di un'intera parrocchia o baronia".

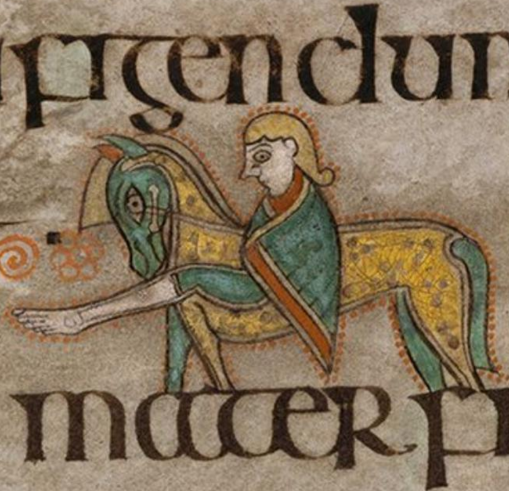
Un cavaliere del Libro di Kells

### Trasporto
L'Irlanda gaelica era provvista di strade e ponti. I ponti normalmente erano in legno e in alcuni punti le strade erano in legno e pietra. Da Tara partivano cinque strade principali: Slíghe Asail, Slíghe Chualann, Slíghe Dála, Slíghe Mór e Slíghe Midluachra.
I cavalli erano uno dei principali mezzi di trasporto per le lunghe distanze. Nonostante l'utilizzo di ferri di cavallo e redini, gli irlandesi gaelici non usavano selle, staffe, né speroni. A ogni uomo veniva insegnato come saltare da terra direttamente sul dorso del cavallo (ech-léim o "destriero") e si esortavano e guidavano i cavalli con una verga dotata di un uncino sulla punta.
In Irlanda i carri a due ruote e a quattro ruote (carbad) si usavano sin da tempi antichi, sia nella vita privata che in guerra. Erano abbastanza grandi per due persone, fatti di vimini e legno e spesso avevano capote decorate. Le ruote erano a raggi, ricoperte di ferro e alte 1-1,40 m. I carri erano generalmente trainati da cavalli o buoi e i primi erano più comuni tra capi e militari. I carri da guerra dotati di spuntoni, come quelli degli antichi Galli e Britanni, sono citati nella letteratura.
Le barche usate nell'Irlanda gaelica includono canoe, currach, barche a vela e galee irlandesi. I traghetti venivano utilizzati per attraversare ampi fiumi e sono spesso citati nel codice Brehon Laws perché soggetti a rigide normative. A volte erano di proprietà di individui e altre volte erano di proprietà comune di coloro che vivevano intorno al traghetto. Le barche più grandi venivano usate per il commercio con l'Europa continentale.

### Abbigliamento

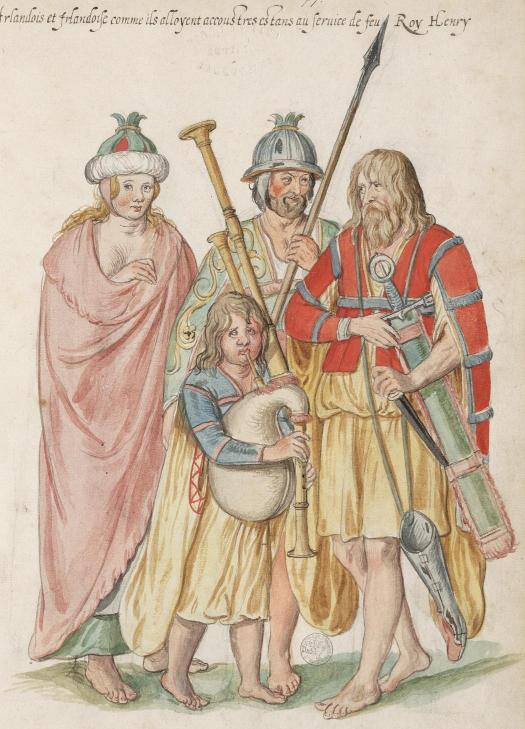
Gaelici irlandesi in un dipinto del XVI secolo

Durante tutto il Medioevo, l'abbigliamento comune tra gli irlandesi gaelici consisteva in un brat (un mantello di lana semicircolare), indossato sopra una léine (un'ampia tunica di lino a maniche lunghe). Agli uomini la léine arrivava alle caviglie, ma veniva tirata su fino ad arrivare alle ginocchia con un crios, una specie di cintura. Le donne indossavano la léine in tutta la sua lunghezza. Gli uomini a volte indossavano pantaloni attillati (triúbhas), altrimenti giravano a gambe nude. Il brat veniva semplicemente gettato su entrambe le spalle o su una sola. Di tanto in tanto il brat veniva allacciato con una dealg (spilla), gli uomini di solito la portavano sulle spalle e le donne sul petto. La ionar (una giacca corta e attillata) divenne popolare più tardi. In Topographia Hibernica, scritto intorno al 1180, Gerald de Barri scrisse che gli irlandesi indossavano comunemente cappe a quel tempo (forse incluse nel brat), mentre Edmund Spenser scrisse intorno al 1580 che il brat era (in generale) il loro principale capo d'abbigliamento. L'abbigliamento gaelico non sembra essere stato influenzato da stili esterni. 
Le donne portavano i capelli lunghi e, come in altre culture europee, questa usanza era comune anche tra gli uomini. Si dice che gli irlandesi gaelici fossero molto orgogliosi dei loro capelli lunghi: per esempio, una persona poteva essere costretta a pagare una pesante multa di due mucche per aver rasato la testa di un uomo contro la sua volontà. Per quanto riguarda le donne, i capelli molto lunghi erano visti come un segno di bellezza.  A volte, uomini e donne benestanti si intrecciavano i capelli e fissavano sfere d'oro alle trecce.  Un altro taglio popolare tra alcuni uomini gaelici medievali era il glib (capelli corti, ad eccezione di una ciocca di capelli lunga e folta verso la parte anteriore della testa). Generalmente, per tenere i capelli indietro, si usavano fasce o nastri. Le fasce dei più ricchi erano spesso d'oro brunito, argento o findruine (bronzo bianco), sottili e flessibili.  Quando gli anglo-normanni e gli inglesi colonizzarono l'Irlanda, la lunghezza dei capelli arrivò a significare la fedeltà. Gli irlandesi che si tagliavano i capelli erano considerati coloro che avevano abbandonato la loro eredità irlandese. Allo stesso modo, i coloni inglesi che si facevano crescere i capelli erano considerati coloro che si arrendevano alla vita irlandese.
Gli uomini gaelici in genere portavano la barba e i baffi ed era spesso visto come un disonore non avere peli sul viso per un uomo gaelico. Gli stili della barba variavano: la barba lunga biforcuta e la barba rettangolare in stile mesopotamico andavano di moda.

### Guerra

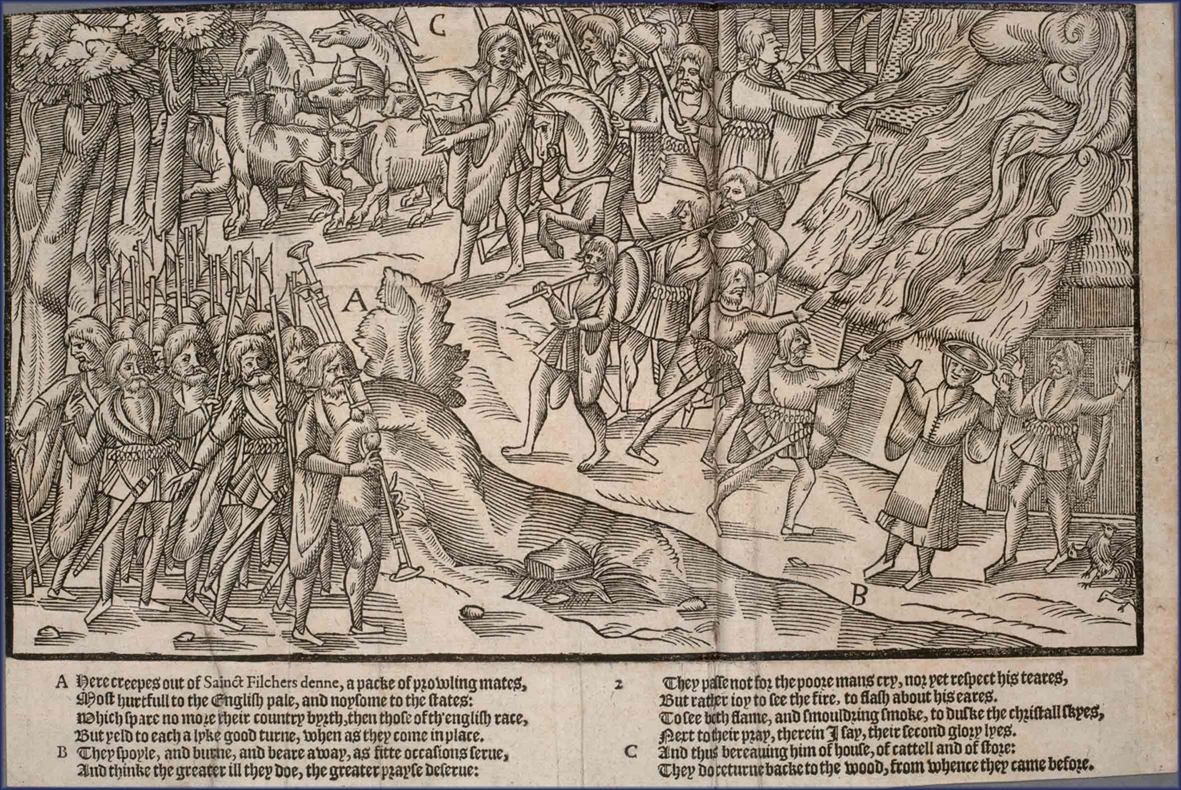
Un furto di bestiame mostrato in The Image of Irelande (1581)

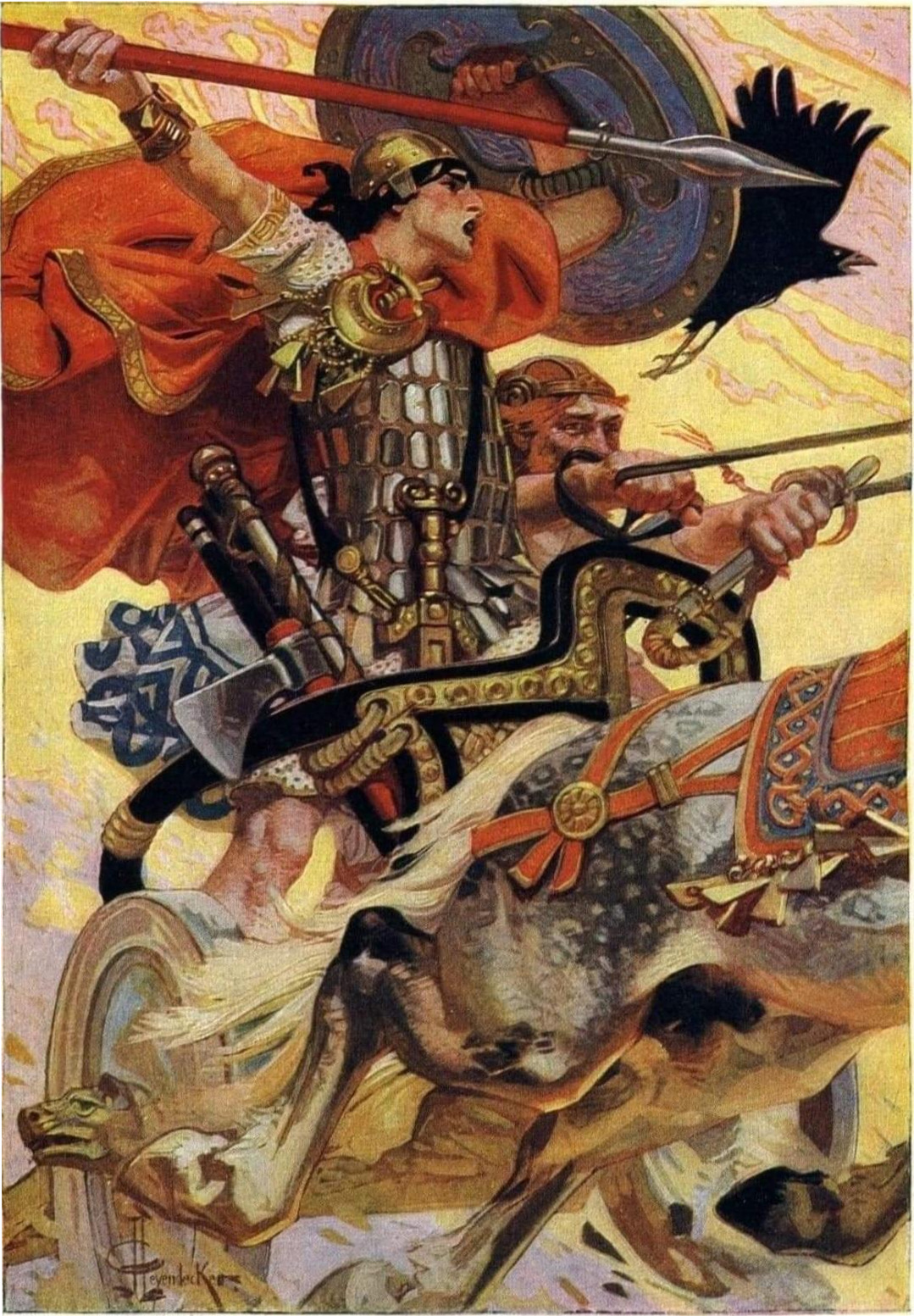
Un dipinto di fantasia che mostra il leggendario eroe Cúchulainn in battaglia

La guerra era comune nell'Irlanda gaelica, poiché i territori combattevano per la supremazia l'uno contro l'altro e (in seguito) contro gli anglo-normanni. I duelli sono un tema ricorrente nella mitologia irlandese. Nel Medioevo tutti gli uomini di sana costituzione, ad eccezione degli eruditi e del clero, erano idonei al servizio militare per conto del re o del capo. Durante il Medioevo e anche più tardi, gli stranieri scrissero spesso che lo stile irlandese della guerra differiva notevolmente da ciò che era la norma nell'Europa occidentale.  I gaelici irlandesi preferivano le incursioni con le tattiche mordi e fuggi (crech), che includevano la cattura del nemico quando meno se l'aspettava. Se funzionava, sequestravano gli oggetti di valore (principalmente bestiame) e ostaggi potenzialmente preziosi, bruciavano i raccolti e scappavano.  Il furto del bestiame era spesso chiamato Táin Bó nella letteratura gaelica. Anche se il colpo mordi e fuggi era la tattica preferita in epoca medievale, esistevano anche le battaglie campali. Almeno fin dall'XI secolo, i re possedevano piccole forze di combattimento permanenti a cui spesso venivano date case e terre sulla terra del re. Erano soldati professionisti ben equipaggiati, fanteria e cavalleria.  Sotto il regno di Brian Boru, i re irlandesi portavano grandi eserciti nelle campagne militari su lunghe distanze e usavano sia le forze navali sia le forze terrestri.
Un tipico esercito irlandese medievale comprendeva fanteria leggera, fanteria pesante e cavalleria. La maggior parte dell'esercito era costituita da fanteria leggera chiamata ceithern. I ceithern vagavano per l'Irlanda offrendo i propri servizi a pagamento e di solito brandivano spade, skene (una specie di lungo pugnale), lance corte, archi e scudi. La cavalleria era di solito composta da un re o un capotribù e dai suoi parenti stretti. Di solito cavalcavano senza selle, ma indossavano armature e elmi di ferro e brandivano spade, skene e lance lunghe o lance da cavalleria.  Un tipo di cavalleria irlandese era l'hobelar. Dopo l'invasione normanna emerse un tipo di fanteria pesante chiamata gallóglaigh. In origine erano mercenari scozzesi che apparvero nel XIII secolo, ma nel XV secolo le túatha più grandi possedevano il proprio esercito ereditaria di gallóglaigh irlandese.  Anche alcune signorie anglo-normanne iniziarono a usare le gallóglaigh per imitare gli irlandesi. Di solito indossavano cotte di maglia ed elmi di ferro e brandivano asce a due mani, spade a due mani e, talvolta, lance. Dato che l'armatura li rendeva meno agili, a volte venivano messi in punti strategici lungo la linea di ritirata.
A volte i guerrieri venivano radunati in battaglia suonando corni e cornamuse. Secondo Gerald de Barri (nel XII secolo), non indossavano armature, poiché le ritenevano gravose da indossare e credevano fosse "coraggioso e onorevole" combattere senza. Al contrario, la maggior parte dei soldati ordinari combatteva seminuda e portava solo le armi e un piccolo scudo tondo: Spenser scrisse che questi scudi erano ricoperti di pelle e dipinti con colori vivaci. A volte re e capi andavano in battaglia indossando elmi ornati di piume d'aquila. Per i soldati normali, i loro folti capelli spesso servivano da elmo, ma a volte indossavano semplici elmetti realizzati con pelli di animali.

### Arte

#### Arte visiva
Opere d'arte dell'Irlanda gaelica si trovano su ceramiche, gioielli, armi, tazze, stoviglie, sculture in pietra e manoscritti miniati. L'arte irlandese del 300 a.C. incorpora modelli e stili sviluppatisi nell'Europa centro-occidentale. Verso il 600 d.C., dopo l'inizio della cristianizzazione dell'Irlanda, emerse uno stile che fondeva elementi irlandesi, mediterranei e anglosassoni germanici, che si diffuse in Gran Bretagna e in Europa continentale dalla missione Hiberno-Scozzese. è conosciuta come arte insulare o arte hiberno-sassone e continuò in qualche modo in Irlanda fino al XII secolo, sebbene le invasioni vichinghe posero fine alla sua età d'oro. La maggior parte delle opere d'arte insulari sopravvissute fu realizzata o da monaci o costruita per monasteri, ad eccezione delle spille, che probabilmente furono realizzate e utilizzate sia dal clero che dai laici. Esempi di arte insulare dall'Irlanda includono il Libro di Kells, l'Alta croce di Muiredach (Muiredach's High Cross), la Fibula di Tara, il calice di Ardagh (Ardagh Hoard), il Calice di Derrynaflan e la tarda Croce di Cong, che utilizza anche stili vichinghi. 

#### Musica e danza
Sebbene Gerald de Barri avesse una visione negativa degli irlandesi, in Topographia Hibernica (1188) ammise che erano più abili nel fare musica di qualsiasi altra nazione conoscesse. Affermò che i due strumenti principali erano l'arpa e il bodhrán, che la loro musica era veloce e vivace e che le loro canzoni iniziavano e finivano sempre con un si bemolle. In A History of Irish Music (1905), WH Grattan Flood scrisse che c'erano almeno dieci strumenti usati dagli irlandesi gaelici. Erano il cruit (una piccola arpa) e la clairseach (arpa celtica, più grande, con 30 corde), il timpan (un piccolo strumento a corde suonato con un arco o un plettro), il feadan (un piffero), il buinne (un oboe o un flauto), il guthbuinne (un corno), la bennbuabhal e la corn (piva di corno), la cuislenna (cornamusa), le stoc e le sturgan (chiarine o trombe), e le cnamha (nacchere). Cita anche il fiddle (un tipo di violino), usato nell'VIII secolo.

### Sport

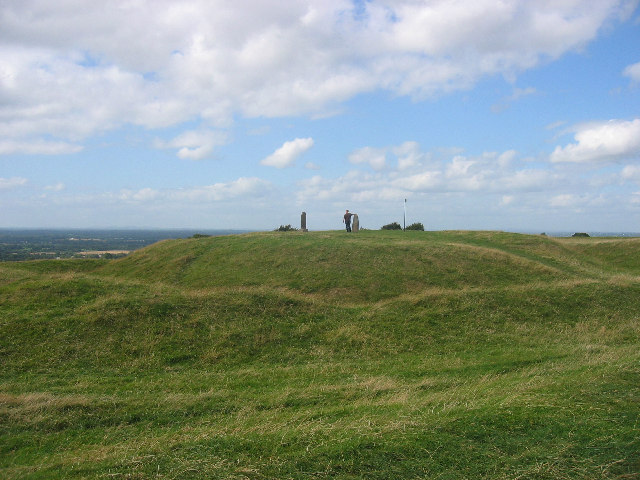
La sommità della collina di Tara

Come accennato in precedenza, l'Irlanda gaelica era divisa in molti territori e regni, chiamati túath (plurale: túatha ). Sebbene non vi fosse un governo o parlamento centrale, si teneva una serie di incontri locali, regionali e nazionali. Erano assemblee e fiere.
In Irlanda il più conosciuto era il feis presso Teamhair na Rí (Tara), che si teneva ogni terzo Samhain. Consisteva in un raduno dei principali uomini di tutta l'isola - re, signori, capitribù, druidi, giudici ecc.  Sotto c'era l'óenach (ortografia moderna: aonach ). Erano riunioni regionali o provinciali aperte a tutti.  Esempi includono quello tenuto a Tailtin ogni Lughnasadh e quello tenuto a Uisneach ogni Bealtaine. Lo scopo principale di questi incontri era quello di promulgare e riaffermare le leggi: venivano lette ad alta voce in pubblico per non essere dimenticate e ogni cambiamento veniva spiegato con attenzione ai presenti.
Ogni túath o clan aveva due assemblee. Si chiamavano cuirmtig, aperto a tutti i membri del clan, e dal (un termine successivamente adottato per il parlamento irlandese - vedi Dáil Éireann), aperto solo ai capi clan. Ogni clan aveva un'ulteriore assemblea chiamata tocomra, in cui venivano eletti il capo clan (toísech) e il suo vice / successore (tanaiste ). 

## Storia

### Occupazione anglo-normanna

#### Invasione

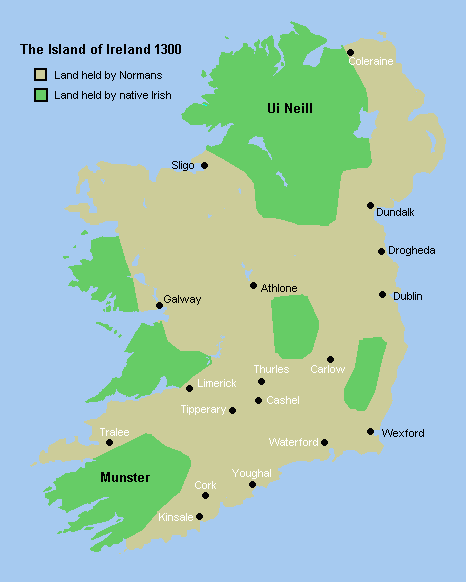
L'Irlanda nel 1300 con le terre possedute da nativi irlandesi (verdi) e terre possedute da Normanni (grigie).

L'Irlanda divenne cristiana tra il V e il VII secolo. Papa Adriano IV, l'unico papa inglese, aveva già emesso una bolla pontificia nel 1155 per concedere a Enrico II d'Inghilterra l'autorità di invadere l'Irlanda per frenare il rifiuto irlandese di riconoscere la legge romana. È importante sottolineare che, per i successivi monarchi inglesi, la Bolla Laudabiliterconsentiva loro la sovranità papale sull'isola: 
Nel 1166, dopo aver perso la protezione del Re supremo Muirchertach Mac Lochlainn, il re Diarmait Mac Murchada di Leinster fu forzatamente esiliato da una confederazione di forze irlandesi sotto il re Ruaidri mac Tairrdelbach Ua Conchobair. Fuggendo prima a Bristol e poi in Normandia, Diarmait ottenne il permesso da Enrico II d'Inghilterra di usare i suoi sudditi per riconquistare il suo regno. Nel 1169 il corpo principale delle forze normanne, gallesi e fiamminghe sbarcò in Irlanda e riprese rapidamente Leinster e le città di Waterford e Dublino per conto di Diarmait. Il capo della forza normanna, Richard de Clare, II conte di Pembroke, più comunemente noto come Strongbow, sposò la figlia di Diarmait, Aoife, e fu nominato tánaiste del regno di Leinster. Ciò preoccupò Enrico II, che temeva l'istituzione di uno stato normanno rivale in Irlanda. Di conseguenza, decise di fare visita a Leinster per stabilire la sua autorità. 
Henry sbarcò nel 1171, proclamando Waterford e Dublino Città Reali. Il successore di Adriano, Papa Alessandro III, ratificò la concessione dell'Irlanda a Enrico nel 1172. Il Trattato di Windsor del 1175 tra Enrico e Ruaidhrí concedeva a Ruaidhrí di rimanere Re supremo d'Irlanda, ma codificò il controllo di Enrico su Leinster, Mide e Waterford. Tuttavia, con la morte di Diarmuid e Strongbow, Enrico in Inghilterra e Ruaidhrí incapace di frenare i suoi vassalli, il Re supremo perse rapidamente il controllo del paese. Enrico, nel 1185, assegnò a suo figlio minore Giovanni il titolo di Dominus Hiberniae, "Signore d'Irlanda", per mantenere il titolo appena creato e il Regno d'Inghilterra separati personalmente e legalmente. Tuttavia, quando Giovanni successe inaspettatamente a suo fratello come re d'Inghilterra nel 1199, la Signoria d'Irlanda si unì al Regno d'Inghilterra. 

#### Risorgimento gaelico

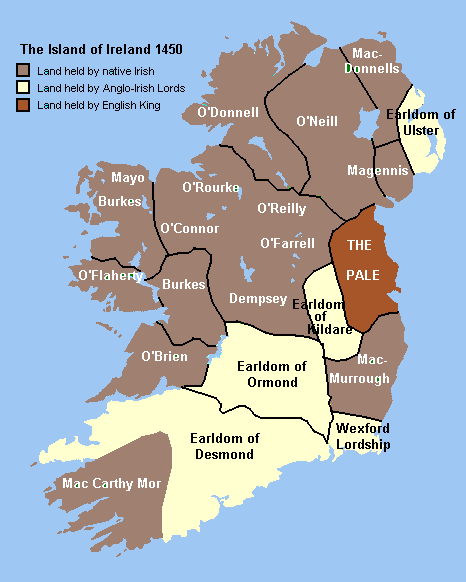
L'Irlanda nel 1450 con le terre detenute da nativi irlandesi (verde), anglo-irlandesi (blu) e inglesi (grigio scuro).

Nel 1261, l'indebolimento della Signoria anglo-normanna divenne palese in seguito a una serie di sconfitte militari. Durante questa situazione caotica, i signori irlandesi locali riuscirono a riconquistare una grande quantità di territori. L'invasione da parte di Edward Bruce negli anni 1315–18 in un momento di carestia indebolì ancor di più l'economia normanna e la peste nera giunse in Irlanda nel 1348. Poiché la maggior parte degli abitanti inglesi e normanni dell'Irlanda viveva in città e villaggi, la pestilenza li colpì molto più duramente rispetto agli irlandesi nativi che vivevano in insediamenti rurali più sparpagliati. Passata la peste, la lingua e le usanze gaeliche irlandesi ripresero il loro predominio sul paese. L'area controllata dagli inglesi tornò a essere solo quella della Pale, un'area fortificata intorno a Dublino. Fuori dalle Pale, i signori hiberno-normanni cominciarono a contrarre matrimoni misti con le famiglie nobili gaeliche, adottando la lingua e le usanze irlandesi e schierandosi con gli irlandesi gaelici nei conflitti politici e militari contro la Signoria. Presero il nome di "Old English" (hiberno-normanni, per differenziarli dai "New English", gli anglo-normanni) e, secondo quanto detto da un commentatore inglese contemporaneo, erano " più irlandesi degli stessi irlandesi ". 
Le autorità dell'area Pale erano preoccupati per la gaelizzazione dell'Irlanda normanna e nel 1366 approvarono gli Statuti di Kilkenny, che vietavano alle persone di origine inglese di parlare la lingua irlandese, indossare abiti irlandesi e sposarsi con gli irlandesi. Ma il governo di Dublino aveva poca autorità e, alla fine del XV secolo, l'autorità centrale inglese in Irlanda era praticamente scomparsa. L'Inghilterra era focalizzata sulla Guerra dei cent'anni (1337-1453) e poi sulla Guerra delle due rose (1450-1485). In tutto il paese, i gaelici nativi e i signori "gaelicizzati" locali ampliarono i loro poteri a spese del governo inglese di Dublino. 

#### Regni gaelici in questo periodo
Dopo il tentativo fallito del re scozzese Edward Bruce di cacciare i Normanni dall'Irlanda, emersero una serie di importanti regni gaelici e signorie controllate dai gaelici. 
- Connacht. La dinastia Ó Conchobhair, nonostante la battuta d'arresto durante le guerre di Bruce, si era riorganizzata e si era assicurata che il titolo di Re del Connacht non diventasse solo un titolo. La loro roccaforte si trovava nella loro terra natale di Sil Muirdeag, da dove dominavano gran parte del Connacht settentrionale e nord-orientale. Tuttavia, dopo la morte di Ruaidri mac Tairdelbach Ua Conchobair nel 1384, la dinastia si divise in due fazioni, Ó Conchobhair Don e Ó Conchobhair Ruadh. Alla fine del XV secolo, la guerra intestina tra le due fazioni li aveva indeboliti a tal punto da diventare essi stessi vassalli di signori più potenti come Ó Domhnaill di Tír Chonaill e il Clan Burke di Clanricarde. I Mac Diarmata Re di Moylurg mantennero status e regno durante questa era, fino alla morte di Tadhg Mac Diarmata nel 1585 (ultimo re di Moylurg de facto). I loro cugini, i Mac Donnacha di Tír Ailella, trovarono fortuna legandosi a Ó Conchobhair Ruadh. Il regno di Uí Maine aveva perso gran parte delle terre meridionali e occidentali contro i Clanricardes, ma riuscì a prosperare fino a quando le ripetute incursioni degli Ó Domhnaill all'inizio del XVI secolo lo indebolirono. Altri territori, come Ó Flaithbeheraigh di Iar Connacht, Ó Seachnasaigh di Aidhne, O'Dowd di Tireagh, O'Hara, Ó Gadhra e Ó Maddan, sopravvissero in isolamento o diventarono vassalli per i più potenti.
- Ulster: Durante questa epoca, gli Ulaid si ritrovarono in un posto scomodo, essendo schiacciati tra l'emergente Uí Néil di Tír Eógain a ovest, i MacDonnells, il Clann Aodha Buidhe e gli anglo-normanni a est. Solo Mag Aonghusa riuscì a conservare una parte dell'antico regno espandendosi vero Iveagh. Le due grandi storie di successo di quest'epoca furono quelle di Ó Domhnaill di Tír Chonaill e Ó Neill di Tír Eógain. Ó Domhnaill fu in grado di dominare gran parte del Connacht settentrionale a scapito dei suoi signori nativi, sia gli "Old English" sia i gaelici, sebbene gli servì tempo per farsi piacere da Ó Conchobhair Sligigh e Ó Raghallaigh di Iar Breifne. L'espansione verso sud portò all'egemonia di Tír Eógain e, per estensione, l'influenza di Neill, anche nelle signorie di confine di Louth e Mide. Poco dopo Mag Uidir di Fear Manach riuscì a rendere la propria signoria la terza più potente della provincia, a spese di Ó Raghallaigh di Iar Breifne e dei MacMahon di Airgíalla.
- Leinster: Allo stesso modo, nonostante le conseguenze avverse (e impreviste) degli sforzi di Diarmait Mac Murchada di riconquistare il suo regno, dei suoi venti successori fino al 1632, la maggior parte aveva riguadagnato gran parte dei terreni persi contro i Normanni ed esigeva tributi annuali dalle città. Il suo successore più dinamico fu il celebre Art mac Art MacMurrough-Kavanagh.  Gli Ó Broin e gli Ó Tuathail si accontentarono di saccheggiare Dublino. Ó Mordha di Laois e Ó Conchobhair Falaighe di Offaly (la cui capitale era Daingean) erano due territori autosufficienti che si erano guadagnati il titolo di regno grazie al loro essere praticamente invincibili contro le successive generazioni di anglo-irlandesi. I grandi perdenti furono gli Ó Melaghlins di Mide: il loro regno crollò nonostante i tentativi per ripristinarlo di Cormac mac Art O Melaghlain. La famiglia reale fu ridotta allo stato vassallo, confinata sulle rive orientali del fiume Shannon. Il regno fu sostanzialmente incorporato nella Signoria di Mide, concessa a Hugh de Lacy nel 1172.  Gaelici irlandesi, c. 1529
- Munster: 

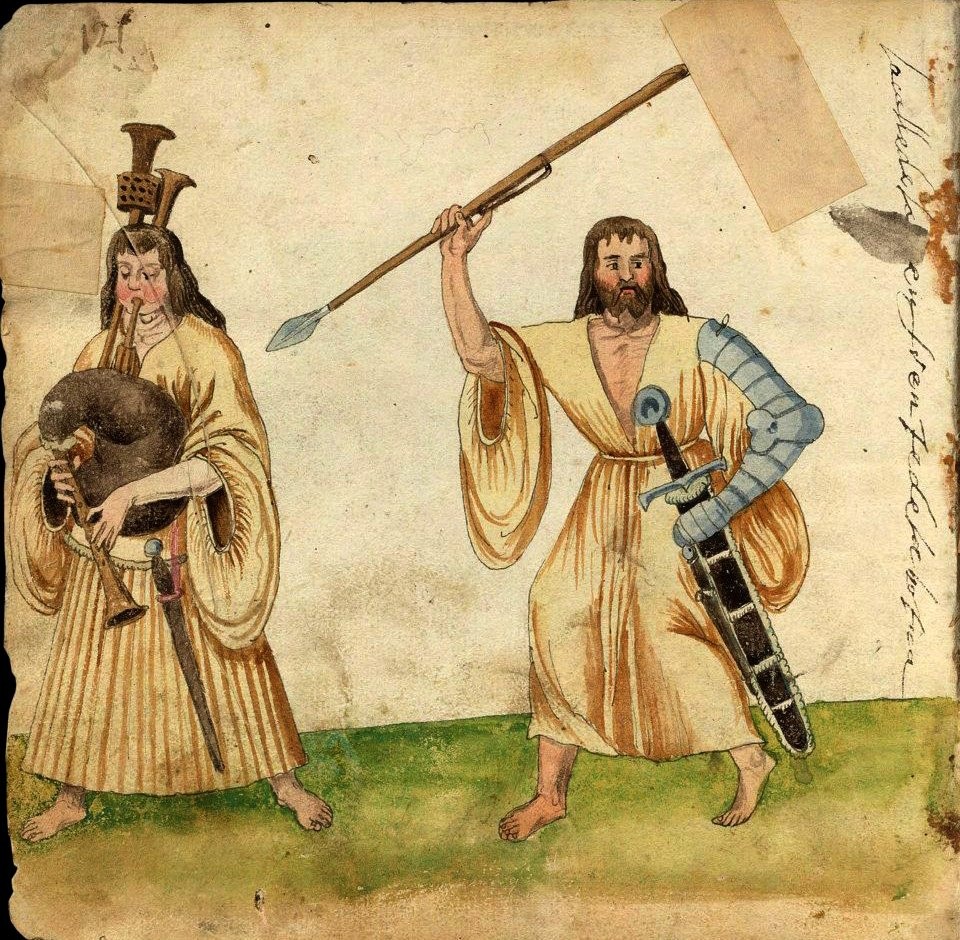
Gaelici irlandesi, c. 1529

  - Desmond: vedi anche Battaglia di Callann
  - Thomond: Nonostante pesanti battute d'arresto, sopravvivendo alla Seconda Battaglia di Athenry e vincendo le battaglie decisive di Corcomroe e Dyser O'Dea, i discendenti di Brian Boru furono in grado di sottomettere i vassalli e sradicare i Normanni dal regno di Thomond. Le loro sfere di interesse incontravano si scontravano spesso con gli anglo-normanni, come i conti di Desmond e i conti di Ormond, eppure governarono fino alla fine dell'Irlanda gaelica e oltre, diventando conti O'Brien di Thomond.

### Conquista dei Tudor e conseguenze
Nel 1536 Enrico VIII d'Inghilterra decise di conquistare l'Irlanda e di portarla sotto il controllo inglese. La dinastia Fitz-Gerald di Kildare, diventata l'effettiva sovrana della Signoria d'Irlanda (Pale) nel XV secolo,si era trasformata in un alleati inaffidabile ed Enrico VIII decise di portare l'Irlanda sotto il controllo del governo inglese, affinché l'isola non diventasse, in futuro, base di ribellioni o invasioni straniere in Inghilterra. Per coinvolgere la nobiltà gaelica e consentire loro di continuare a possedere le terre ai sensi della legge inglese, fu applicata la politica della rinuncia e restituzione. 
Nel 1541 Enrico VIII trasformò l'Irlanda da una Signoria in un Regno vero e proprio, in parte in risposta al cambiamento delle relazioni con il papato, che aveva ancora la sovranità sull'Irlanda, in seguito alla sua rottura con la Chiesa. Enrico VIII fu proclamato Re d'Irlanda durante un incontro con il Parlamento irlandese lo stesso anno. Fu la prima riunione del Parlamento irlandese a cui hanno partecipato i principi irlandesi gaelici e l'aristocrazia hiberno-normanna. 
Una volta attuate le istituzioni tecniche del governo, il passo successivo era estendere il controllo del Regno d'Irlanda su tutto il territorio rivendicato. Ciò ha richiesto quasi un secolo e varie amministrazioni inglesi, che negoziarono o combatterono con i signori indipendenti irlandesi e "Old English". La conquista fu completata durante i regni di Elisabetta I e Giacomo I, dopo numerosi e sanguinosi conflitti. 
L'esilio del 1607 di Hugh O'Neill, II Conte di Tyrone, e Hugh Roe O'Donnell, I Conte di Tyrconnell, dopo la sconfitta durante l'assedio di Kinsale nel 1601 e la repressione della ribellione nell'Ulster nel 1603, è considerato lo spartiacque dell'Irlanda gaelica. Ha contraddistinto la distruzione dell'antica nobiltà gaelica d'Irlanda, in seguito alla conquista dei Tudor, e ha aperto la strada alla Plantation dell'Ulster (italianizzato: colonizzazione). D'ora in avanti, le autorità inglesi di Dublino stabilirono un maggiore controllo sull'Irlanda, istituendo (o almeno tentando di istituire) un governo centralizzato per l'intera isola e togliendo potere alle signorie gaeliche. O'Donnell morì nel castello archivio di Simancas, a Valladolid, nel settembre del 1602, presentando a Filippo II di Spagna (1598–1621) una petizione per ulteriore assistenza. Suo figlio, Rory, gli successe come Conte di Tyrconnell ed era attivo negli eserciti per Madrid che combattevano nei Paesi Bassi e in Spagna. Morì nella battaglia di Barcellona nel 1642, un combattimento navale contro la flotta francese. 
Inghilterra e Scozia si unirono politicamente nel 1707, dopo che le corone di entrambi i regni si erano unite nel 1603, ma la corona d'Irlanda entrò a far parte dell'Unione solo nel 1800. Parte dell'attrazione dell'Unione per molti cattolici irlandesi era la promessa dell'emancipazione cattolica, che consentiva ai cattolici di diventare membri del Parlamento, cosa che non era possibile nel Parlamento irlandese. Questo procedimento fu tuttavia bloccato da re Giorgio III, che sosteneva che l'emancipazione dei cattolici romani avrebbe violato il giuramento di incoronazione, e non fu portato a termine fino al 1829. 
Le radici gaeliche, che avevano definito l'antica storia d'Irlanda, persistevano, nonostante l'anglicizzazione della cultura e della politica irlandesi, poiché il Cristianesimo divenne l'espressione di spicco dell'identità irlandese in Irlanda. Nel periodo che precedette la Grande Carestia degli anni 1840, molti sacerdoti credevano che la spiritualità dei parrocchiano fosse di primaria importanza, portando al cristianesimo celtico.